# HD 147513
HD 147513 is een tweevoudige ster met een spectraalklasse van G5.V en DA2. De ster bevindt zich 42,05 lichtjaar van de zon.